# Carl Friedrich Schmid

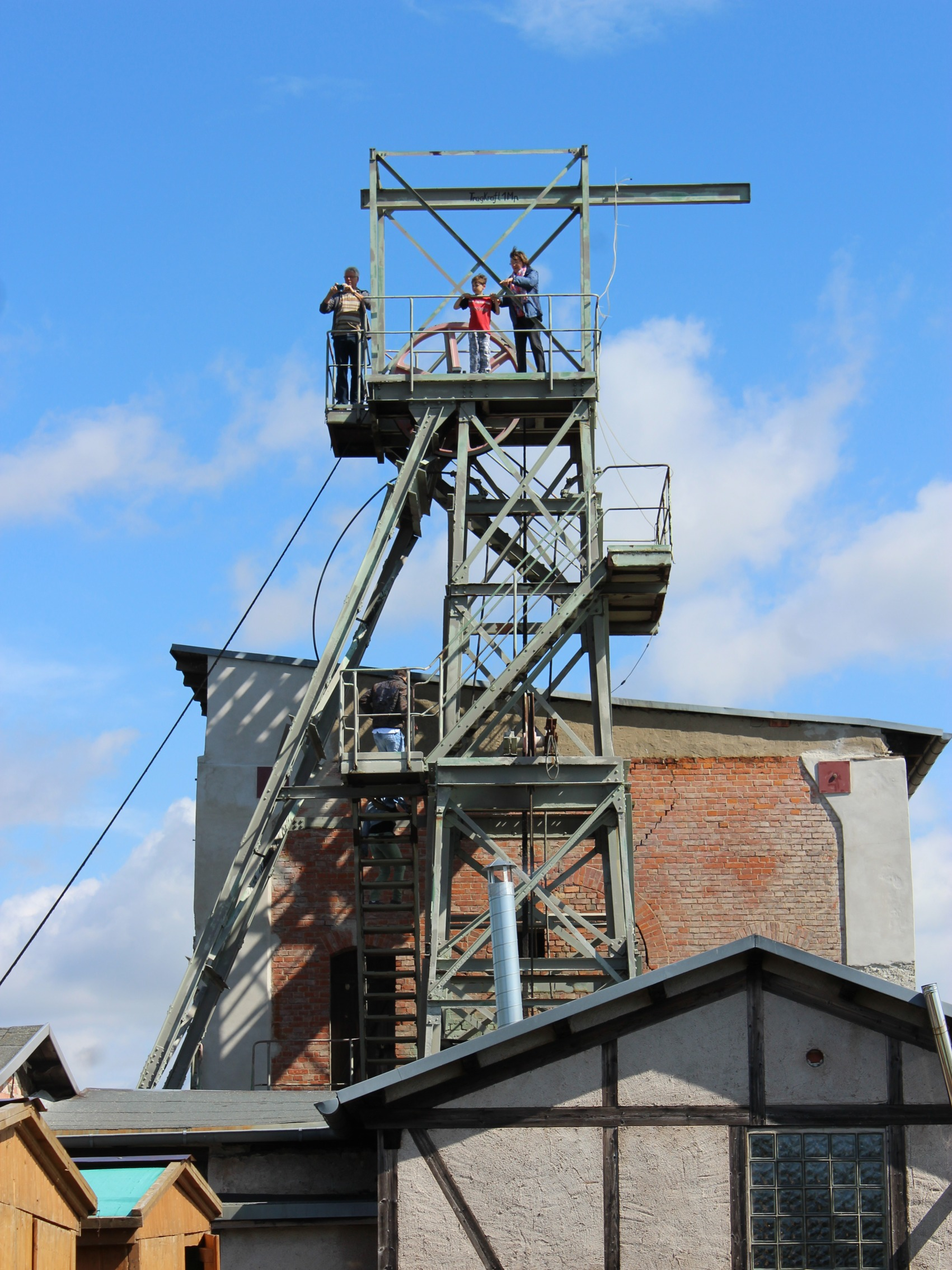
Förderturm des Schmid-Schachtes in Helbra

Carl Friedrich Schmid (* 1. Mai 1790 in Hettstedt; † 1. September 1845) war ein deutscher Gewerkenvorsteher und Hüttenmeister der Creutz-, Silber- und Catharinenhütte bei Mansfeld sowie Lehrer an der Bergschule Eisleben. Nach ihm ist ein ab dem Jahre 1844 angelegter Schacht im Bereich der früheren Kupferrohhütte bei Helbra benannt, der heute ein Industriedenkmal ist.

## Leben

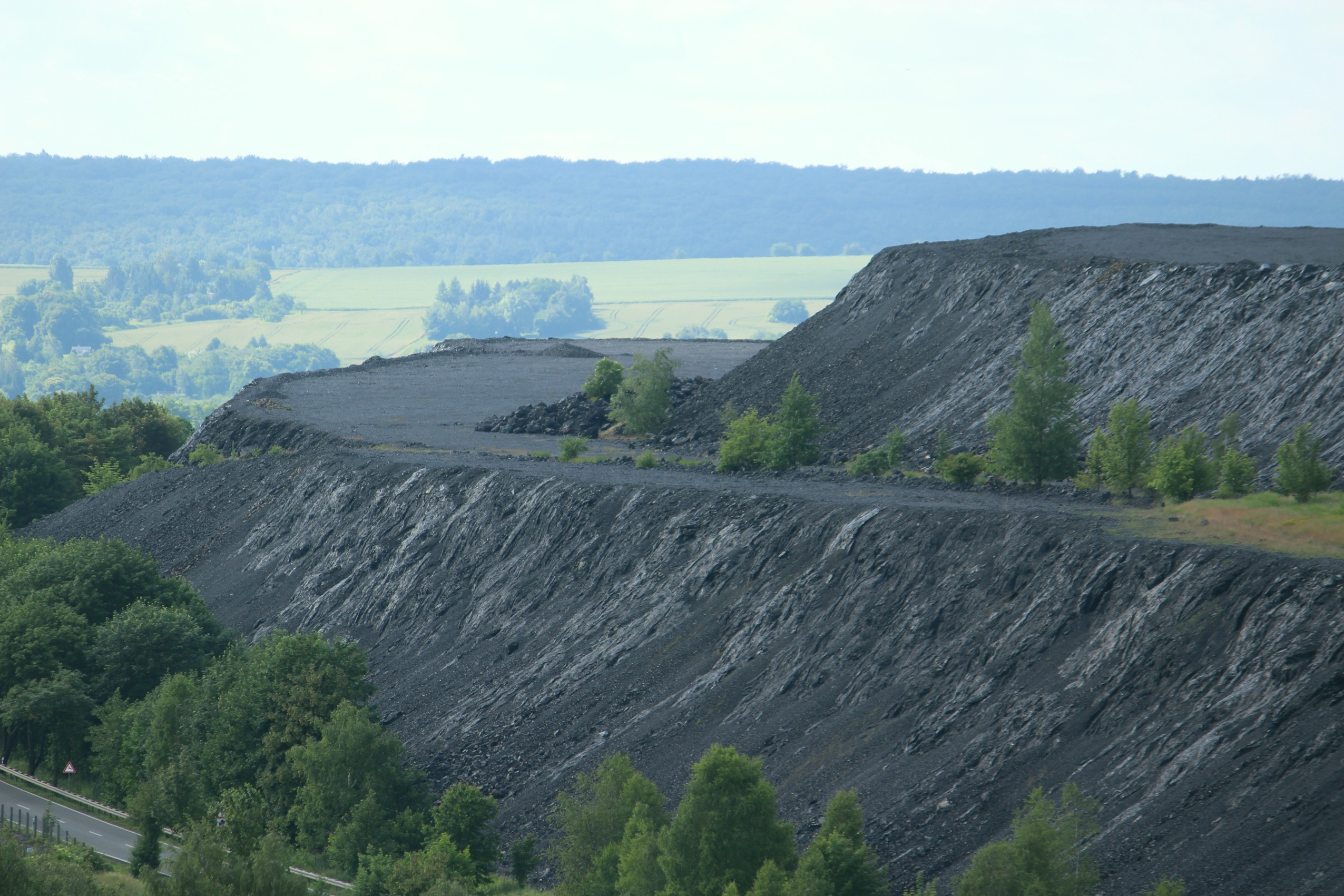
Blick vom Schmid-Schacht bei Helbra zur Schlackehalde

Schmid stammte aus einer, ursprünglich in Elterlein ansässigen sächsischen Gelehrtenfamilie, von denen sich Vertreter in Marienberg, Freiberg, Johanngeorgenstadt und Eisleben niedergelassen hatten. Er war der Enkelsohn des Berg- und Gegenschreibers Caspar Sigismund Schmid. 
Schmid war ab 1819 als Hüttenmeister tätig und stand später der Gewerkschaft der Creutz-, Silber- und Catharinenhütte in der Nähe von Mansfeld vor. Daneben lehrte er nebenberuflich von 1810 bis 1812 an der westphälischen Bergschule Eisleben in den Fächern  Bergbaukunde, Mathematik und Zeichnen.
Bekannt wurde er insbesondere durch seine überregional verbreitete Publikation Tabellarische Darstellung der ohngefähren jährlichen Erzeugnisse des Berg-, Hütten- und Salz-Wesens, nebst Angabe der Waldflächen in den Staaten von Europa incl. des asiat. Rußlands, die im Jahre 1832 im Verlag von Georg Reichardt in Eisleben erschien.
1845 starb er im Alter von 55 Jahren.

## Schmid-Schacht
Der Schmid-Schacht ist unter der Nummer 107 40032 in der Liste der Kulturdenkmale in Helbra eingetragen.